# 二斑百灵

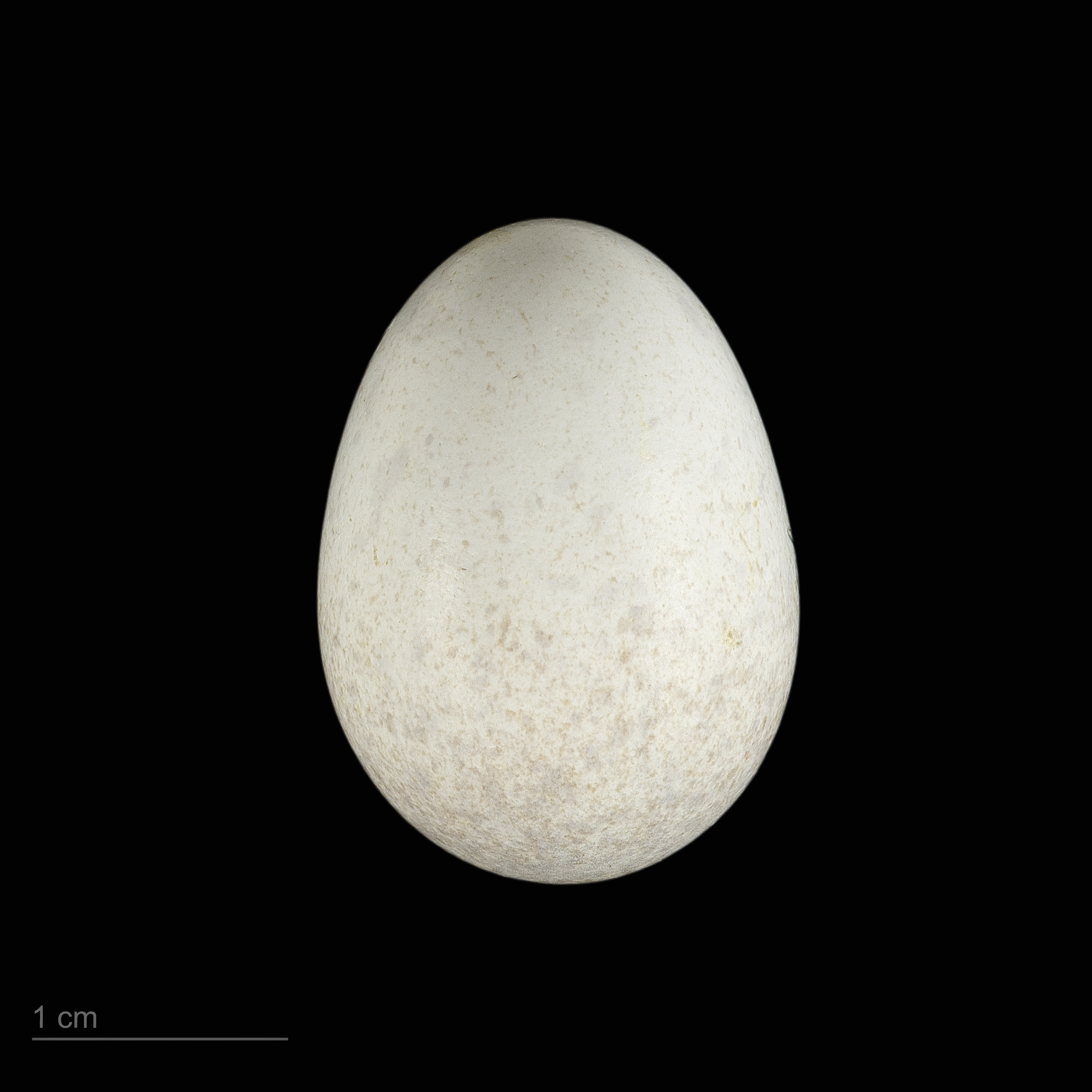
卵 Melanocorypha bimaculata

二斑百灵（学名：Melanocorypha bimaculata）又名双斑百灵（2022年，《中国鸟类名录10.0版》将二斑百灵的中文名改为双斑百灵），为百灵科百灵属的鸟类。分布于温带地区，从前苏联、伊朗、阿富汗、印度到中国大陆的新疆等地。该物种的模式产地在前苏联Talych附近山脉。
它是候鸟，在非洲东北过冬，那时群居。其它时候遍布中东地区半沙漠地带，很少会飞到西欧。地上建巢，每次生3-4个蛋。主食草籽，繁殖期也吃很多昆虫。
二斑百灵是较大的百灵，16-18厘米长。背腹均为灰白条文，停在地上很难被发现。它胸部有两个小黑斑，因此得名。翅膀宽短，飞翔时见到底下的灰棕色样。尾翼有白尖，但是没有完全的白边。

## 亚种
- 二斑百灵指名亚种（学名：Melanocorypha bimaculata bimaculata）。分布于前苏联、伊朗以及中国大陆的新疆等地。该物种的模式产地在前苏联Talych山脉。[4]